# Eastern Canada Professional Soccer League
La Eastern Canada Professional Soccer League, nota anche con l'acronimo ECPSL, è stata una lega calcistica canadese, attiva tra il 1961 ed il 1966.

## Storia
La ECPSL venne fondata nel 1961 e fu un tentativo di importare il calcio professionistico nel Canada orientale. Tra i suoi fondatori vi fu Peter Bosa, imprenditore e politico italo-canadese, proprietario del Toronto Italia. La lega coinvolse club provenienti esclusivamente dalle provincie canadesi del Québec ed Ontario, con l'eccezione avutasi nella stagione 1962, quando partecipò al torneo un sodalizio statunitense proveniente da Buffalo, stato di New York, i Buffalo White Eagles. La ECPSL chiuse i battenti quando vennero inaugurate due lege professionistiche nordamericane: la USA, alla quale si affiliò anche il Toronto City (vincitore della ECPSL '64) e la NPSL, alla quale invece si affiliò il Toronto Italia. Il club più vincente della ECPSL fu il Toronto Italia con tre successi.
I punti assegnati rispecchiavano la norma vigente all'epoca nei campionati europei, due punti per la vittoria, uno per il pareggio e zero per la sconfitta.
Tra i calciatori principali che vi militarono si possono citare Walter Chyzowych, Nigel Sims, John Young, Tommy Younger, Stanley Matthews, Danny Blanchflower, Johnny Haynes e Jackie Mudie per il Toronto City, Roberto Passarin, Roy Rea, Mario Monge, Carlos Metidieri, per il Toronto Italia,  Antonio Bonezzi per i Buffalo White Eagles, Allan Harvey, Gordon Bradley e Jorge Bentivegna per il Toronto Roma.

## Albo d'oro
| Stagione | Vincitore          | Vincitore regular season |
| -------- | ------------------ | ------------------------ |
| 1961     | Montréal Cantalia  | Toronto City             |
| 1962     | Toronto Italia     | Toronto Roma             |
| 1963     | Toronto Italia     | Toronto Italia           |
| 1964     | Toronto City       | Toronto City             |
| 1965     | Toronto Italia     | Montréal Italica         |
| 1966     | Toronto Inter-Roma | Toronto Italia-Falcons   |

### Vittorie per squadra
| Squadra            | Vittorie |
| ------------------ | -------- |
| Toronto Italia     | 3        |
| Montréal Cantalia  | 1        |
| Toronto City       | 1        |
| Toronto Inter-Roma | 1        |